# Saint-Pierre-d'Arthéglise
Saint-Pierre-d'Arthéglise is een gemeente in het Franse departement Manche (regio Normandië) en telt 151 inwoners (2004). De plaats maakt deel uit van het arrondissement Cherbourg-Octeville.

## Geografie
De oppervlakte van Saint-Pierre-d'Arthéglise bedraagt 5,5 km², de bevolkingsdichtheid is 27,5 inwoners per km².
De onderstaande kaart toont de ligging van Saint-Pierre-d'Arthéglise met de belangrijkste infrastructuur en aangrenzende gemeenten.

## Demografie
Onderstaande figuur toont het verloop van het inwonertal (bron: INSEE-tellingen).
1. ↑  Populations de référence 2022.